# Frankie Kennedy

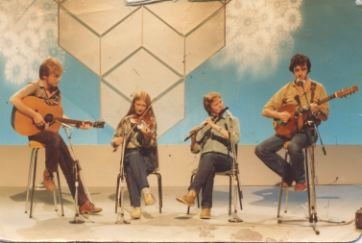
De band Regairne, met als tweede van rechts Frankie Kennedy

Frankie Kennedy (Belfast, 30 september 1955 - aldaar, 19 september 1994) was een Noord-Iers folkmuzikant.
Toen Kennedy achttien jaar oud was raakte hij geïnteresseerd in Ierse traditionele muziek onder invloed van bands als: Planxty, The Chieftains en The Boys of the Lough. Op die leeftijd ontmoette hij de vijftienjarige violiste Mairéad Ní Mhaonaigh. In 1981 zouden zij met elkaar trouwen. Op advies van een vriend leerde hij spelen op de tin whistle en later op de fluit. In 1979 vormde het paar een korte tijd bestaande groep Ragairne. In 1983 realiseerden ze een opname met de titel Ceol Aduaigh. Daar tussendoor gaven ze allebei les in een school in North County Dublin. Nadat liveoptredens in 1984 en 1985 hen overtuigden voortaan als muzikanten te gaan optreden, stopten ze met lesgeven. In 1987 kwam hun eerste album Altan geproduceerd door Dónal Lunny uit.
In 1992 werd kanker geconstateerd bij Kennedy, hij stierf op 19 september 1994. Naar zijn wens ging de band Altan door met spelen. Als herinnering aan Kennedy werd in de County Donegal The Frankie Kennedy Winter School opgericht waar muzieklessen worden gegeven.

## Discografie
- 1979 Albert Fry
- 1983 Frankie Kennedy and Mairéad Ní Mhaonaigh -  Ceol Aduaigh
- 1987 Frankie Kennedy and Mairéad Ní Mhaonaigh
- 1989 Altan - Horse With a Heart
- 1989 Altan Live (Museum Bochum Germany 15 januari)
- 1990 Altan - The Red Crow
- 1991 Altan - Harvest Storm'
- 1993 Altan - Island Angel
- 1993 Clannad - Banba - Kennedy was gastmuzikant
- 1995 Altan - The First Ten Years: 1986-1995
- 1997 Altan - The best of Altan

- International Standard Name Identifier: 0000 0000 5328 8643
- Library of Congress Control Number: no98011710
- MusicBrainz: 9b7d15d3-e00c-40aa-94e9-15313bcf98bb
- Virtual International Authority File: 48838753
- WorldCat: E39PBJdGPq3DgkVFdxmqFtGfv3